# Alexander Dimitrenko
Alexander Dimitrenko (Eupatoria, 5 de julio de 1982) es un boxeador ucraniano nacionalizado alemán de la categoría de peso pesado.

## Biografía
Nació en Eupatoria, una ciudad de República Autónoma de Crimea, República Socialista Soviética de Ucrania (actualmente Ucrania). Comenzó a boxear a los 14 años de edad, y a los 18, ganó el Campeonato Mundial Juvenil de boxeo en la división de peso ilimitado del año 2000. Después de la victoria, se le ofreció inmediatamente un contrato por parte del promotor alemán Klaus-Peter Kohl. Dimitrenko firmó con la compañía de promoción Universum, y emigró a Hamburgo, Alemania, para comenzar su carrera profesional como boxeador.
Obtuvo la nacionalidad alemana por naturalización en noviembre de 2010.

## Récord profesional
| 41 Ganadas (26 KOs), 6 Derrotas |        |                     |      |               |            |                                                  |                                                                                    |
| Res.                            | Record | Oponente            | Tipo | Rd., Tiempo   | Datos      | Localidad                                        | Notas                                                                              |
| Victoria                        | 1–0    | Marcus Johnson      | TKO  | 4             | 2001-12-08 | König Pilsener Arena, Oberhausen, Alemania       | Debut profesional.                                                                 |
| Victoria                        | 2–0    | Elvert Gill         | KO   | 1 (4)         | 2002-02-08 | Volkswagen Halle, Braunschweig, Alemania         |                                                                                    |
| Victoria                        | 3–0    | Tim Martin          | KO   | 1 (4)         | 2002-03-16 | Hanns-Martin-Schleyer-Halle, Stuttgart, Alemania |                                                                                    |
| Victoria                        | 4–0    | James Lester        | PTS  | 4             | 2002-08-17 | Estrel Hotel, Berlín, Alemania                   |                                                                                    |
| Victoria                        | 5–0    | Alphonzo Davis      | KO   | 1 (4)         | 2002-10-12 | Sport- und Kongresshalle, Schwerin, Alemania     |                                                                                    |
| Victoria                        | 6–0    | Jeff Ford           | UD   | 4             | 2002-12-07 | Mandalay Bay Events Center, Paradise, Nevada, US |                                                                                    |
| Victoria                        | 7–0    | Mark Bradley        | KO   | 2             | 2003-03-29 | Color Line Arena, Hamburg, Alemania              |                                                                                    |
| Victoria                        | 8–0    | Miguel Aguirre      | UD   | 6             | 2003-05-10 | Hanns-Martin-Schleyer-Halle, Stuttgart, Alemania |                                                                                    |
| Victoria                        | 9–0    | Nino Fiumana        | TKO  | 1 (6)         | 2003-07-12 | Wilhelm-Dopatka-Halle, Leverkusen, Alemania      |                                                                                    |
| Victoria                        | 10–0   | Kendrick Releford   | PTS  | 6             | 2003-08-30 | Olympiahalle, Múnich, Alemania                   |                                                                                    |
| Victoria                        | 11–0   | Ivan Aparecido Rosa | TKO  | 1 (8)         | 2003-11-15 | Oberfrankenhalle, Bayreuth, Alemania             |                                                                                    |
| Victoria                        | 12–0   | Jeff Pegues         | KO   | 1 (8), 1:42   | 2003-12-20 | Ostseehalle, Kiel, Alemania                      |                                                                                    |
| Victoria                        | 13–0   | Sam Ubokane         | TKO  | 5 (6)         | 2004-02-14 | Hanns-Martin-Schleyer-Halle, Stuttgart, Alemania |                                                                                    |
| Victoria                        | 14–0   | Ramon Hayes         | TKO  | 2 (8), 2:30   | 2004-05-08 | Westfalenhallen, Dortmund, Alemania              |                                                                                    |
| Victoria                        | 15–0   | Julius Francis      | UD   | 8             | 2004-07-31 | Hanns-Martin-Schleyer-Halle, Stuttgart, Alemania |                                                                                    |
| Victoria                        | 16–0   | Andy Sample         | TKO  | 2 (8), 1:49   | 2004-09-18 | Wilhelm-Dopatka-Halle, Leverkusen, Alemania      |                                                                                    |
| Victoria                        | 17–0   | Ross Puritty        | UD   | 8             | 2004-11-06 | Erdgas Arena, Riesa, Alemania                    |                                                                                    |
| Victoria                        | 18–0   | Chris Koval         | UD   | 10            | 2005-03-05 | Wilhelm-Dopatka-Halle, Leverkusen, Alemania      | Gana el título vacante IBF Youth del peso pesado.                                  |
| Victoria                        | 19–0   | Andreas Sidon       | KO   | 2 (12), 1:00  | 2005-07-02 | Color Line Arena, Hamburg, Alemania              | Gana el título vacante IBF Intercontinental y WBO Intercontinental del peso pesado |
| Victoria                        | 20–0   | Vaughn Bean         | UD   | 10            | 2005-09-28 | Color Line Arena, Hamburg, Alemania              |                                                                                    |
| Victoria                        | 21–0   | Fernely Feliz       | UD   | 12            | 2006-04-08 | Ostseehalle, Kiel, Alemania                      | Gana el título vacante WBO Intercontinental del peso pesado.                       |
| Victoria                        | 22–0   | Chad Van Sickle     | TKO  | 2 (12), 2:21  | 2006-07-29 | König Pilsener Arena, Oberhausen, Alemania       | Retiene el título WBO Intercontinental del peso pesado.                            |
| Victoria                        | 23–0   | Gonzalo Basile      | KO   | 1 (12), 0:54  | 2006-10-28 | Porsche-Arena, Stuttgart, Alemania               | Retiene el título WBO Intercontinental del peso pesado.                            |
| Victoria                        | 24–0   | Billy Zumbrun       | UD   | 12            | 2006-11-18 | Burg-Wächter Castello, Düsseldorf, Alemania      | Retiene el título WBO Intercontinental del peso pesado                             |
| Victoria                        | 25–0   | Danny Batchelder    | TKO  | 7 (10), 2:41  | 2007-03-17 | Hanns-Martin-Schleyer-Halle, Stuttgart, Alemania |                                                                                    |
| Victoria                        | 26–0   | Malcolm Tann        | TKO  | 5 (12), 2:23  | 2007-07-14 | Color Line Arena, Hamburg, Alemania              | Retiene el título WBO Intercontinental del peso pesado                             |
| Victoria                        | 27–0   | Timo Hoffmann       | TKO  | 12 (12), 2:24 | 2007-11-17 | Bördelandhalle, Magdeburg, Alemania              | Retiene el título WBO Intercontinental del peso pesado                             |
| Victoria                        | 28–0   | Derric Rossy        | TKO  | 5 (12), 2:58  | 2008-05-03 | Hanns-Martin-Schleyer-Halle, Stuttgart, Alemania | Retiene el título WBO Intercontinental del peso pesado                             |
| Victoria                        | 29–0   | Luan Krasniqi       | KO   | 3 (12), 2:54  | 2008-11-15 | Burg-Wächter Castello, Düsseldorf, Alemania      | Retiene el título WBO Intercontinental del peso pesado                             |
| Derrota                         | 29–1   | Eddie Chambers      | MD   | 12            | 2009-07-04 | Color Line Arena, Hamburg, Alemania              |                                                                                    |
| Victoria                        | 30–1   | Yaroslav Zavorotnyi | TKO  | 5 (12), 1:25  | 2010-07-31 | O2 World, Hamburg, Alemania                      | Gana el título vacante EBU del peso pesado.                                        |
| Victoria                        | 31–1   | Albert Sosnowski    | KO   | 12 (12), 1:38 | 2011-03-26 | Universum Gym, Hamburg, Alemania                 | Retiene el título EBU del peso pesado                                              |
| Victoria                        | 32–1   | Michael Sprott      | UD   | 12            | 2011-09-24 | Dima-Sportcenter, Hamburg, Alemania              | Retiene el título EBU del peso pesado                                              |
| Derrota                         | 32–2   | Kubrat Pulev        | KO   | 11 (12), 2:59 | 2012-05-05 | Messe, Erfurt, Alemania                          | Por el título IBF International y el título vacante Europeo del peso pesado        |
| Victoria                        | 33–2   | Samir Kurtagic      | UD   | 8             | 2012-12-21 | Sluneta, Ústí nad Labem, República Checa         |                                                                                    |
| Victoria                        | 34–2   | Ivica Perkovic      | UD   | 8             | 2013-03-09 | CU Arena, Hamburg, Alemania                      |                                                                                    |
| Victoria                        | 35–2   | Patryk Kowoll       | TKO  | 1 (6), 2:20   | 2015-05-30 | Boxsporthalle Braamkamp, Hamburg, Alemania       |                                                                                    |
| Victoria                        | 36–2   | Zoltan Csala        | TKO  | 2 (8), 2:50   | 2015-07-11 | GETEC Arena, Magdeburg, Alemania                 |                                                                                    |
| Victoria                        | 37–2   | Milos Dovedan       | TKO  | 2 (10), 1:17  | 2015-10-24 | Schulsporthalle, Hamburg, Alemania               |                                                                                    |
| Victoria                        | 38–2   | Drazan Janjanin     | UD   | 8             | 2016-01-16 | Bavaria Filmgelände, Múnich, Alemania            |                                                                                    |
| Derrota                         | 38–3   | Joseph Parker       | KO   | 3 (12), 1:38  | 2016-10-01 | Vodafone Events Centre, Auckland, Nueva Zelanda  | Por el título WBO Oriental del peso pesado.                                        |
| Victoria                        | 39–3   | Milos Dovedan       | KO   | 2 (4), 1:45   | 2017-02-15 | ECB Boxgym, Hamburg, Alemania                    |                                                                                    |
| Victoria                        | 40–3   | Adrian Granat       | KO   | 1 (12), 2:07  | 2017-03-18 | Baltiska hallen, Malmö, Suecia                   | Gana el título IBF International del peso pesado                                   |
| Victoria                        | 41–3   | Miljan Rovcanin     | DQ   | 10            | 2017-12-22 | Alsterdorfer Sporthalle, Hamburg, Alemania       | Originalmente SD, cambiado después a victoria por DQ para Dimitrenko               |
| Derrota                         | 41–4   | Bryant Jennings     | TKO  | 9 (12), 1:56  | 2018-08-18 | Ocean Resort Casino, Atlantic City               | Por el título vacante WBO International peso pesado                                |
| Derrota                         | 41–5   | Andy Ruiz Jr.       | RTD  | 5 (10), 3:00  | 2019-04-20 | Dignity Health Sports Park, Carson, California   |                                                                                    |
| Derrota                         | 41–6   | Tony Yoka           | TKO  | 3 (10), 2:00  | 2019-07-13 | Azur Arena, Antibes, Francia                     |                                                                                    |